# 呉冷麺

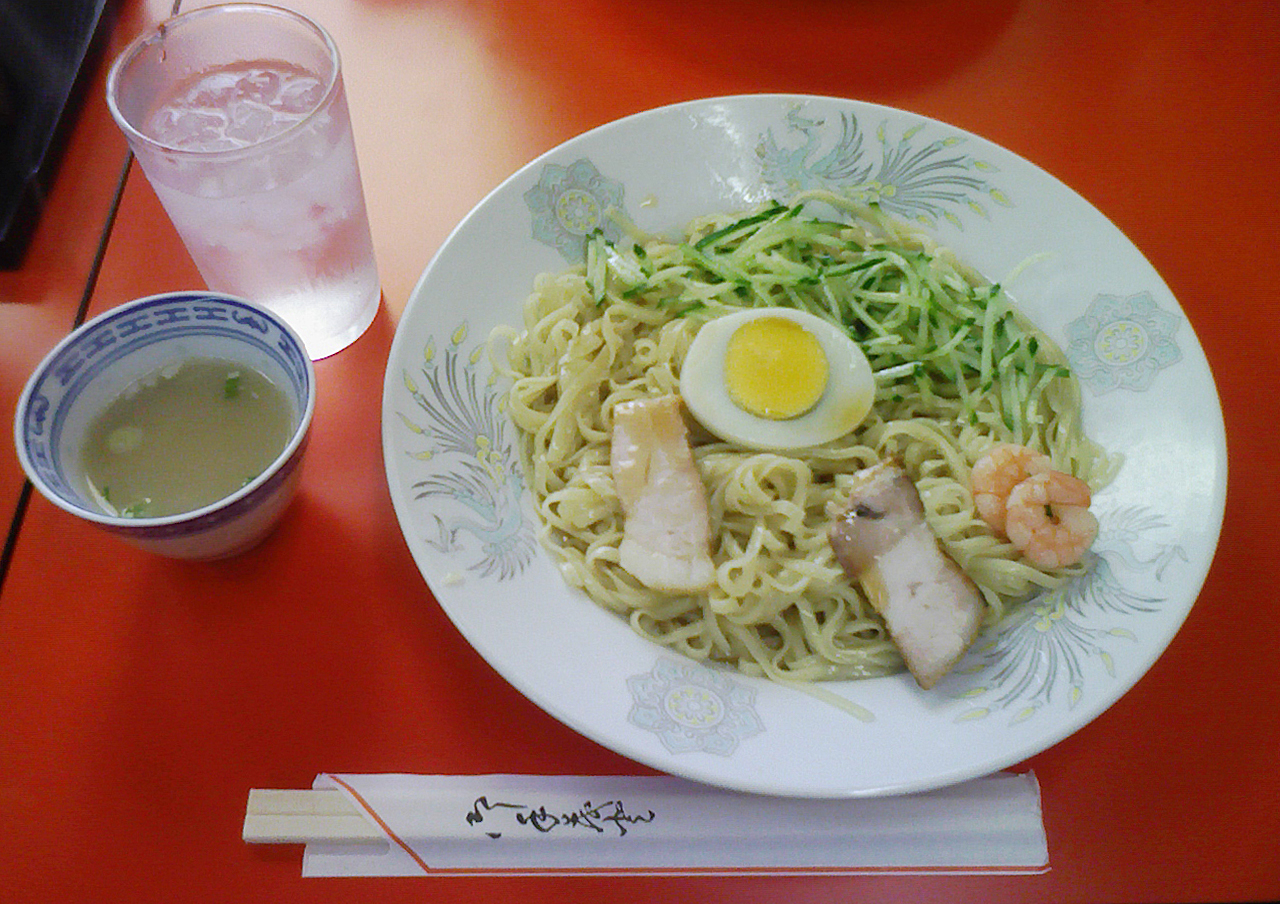
「珍来軒」の呉冷麺

呉冷麺（くれれいめん）は、広島県呉市発祥の麺料理（冷やし中華）である。ご当地グルメのひとつであり、呉市の「珍来軒」が発祥の店である。名称は「冷麺」だが、いわゆる「冷やし中華」であり、朝鮮半島の冷麺とは関係ない。

## 特色
太めの平打ち麺に甘酸っぱいスープが特徴。平打ち麺は冷やし中華には珍しいとされる。キュウリ、チャーシュー、エビ、ゆで卵などがトッピングされている。
卓上に用意されている酢辛子や黒酢を適宜加えて味の変化を楽しむことも推奨されている。

## 歴史
1955年（昭和30年）、呉市の「珍来軒」が新メニューとして呉冷麺を作り上げた。なお、それまでの看板メニューはワンタン麺だった。
2017年（平成29年）に登場した呉市のキャラクター（ゆるキャラ）の呉氏は、好きな料理の1つとして呉冷麺が設定されている。